# 信州匠の時計修理士
信州匠の時計修理士（しんしゅう たくみのとけいしゅうりし）は、長野県時計宝飾眼鏡商業協同組合が長野県の技能評価認定制度に基づき、2004年から主催・運営する機械式時計（ウオッチ）の修理に関する技能試験による認定資格である。合格者への認定証は長野県知事より発行される。

## 概要
機械式時計の修理はクオーツ式時計とは大きく異なり、長年の経験や知識によって培われた高度な技能が必要不可欠である。クオーツ時計の普及によって機械式時計の修理需要は減り続け、その技能は全国的に失われつつあった。1990年代に入り、スイス高級時計の人気の高まりとともに再び機械式時計は需要を伸ばすようになった。この資格は、長野県の伝統的精密機械産業の象徴である時計産業において、数々の優れた技能者や名工を輩出し続けているセイコーエプソン㈱、シチズン時計マニュファクチャリング㈱の協力のもと、機械式時計の修理に特化し、その技能の普及と継承を図り、高度な修理技術を持つ技能者を認定することを目的して発案され、2004年から実施されている。なお、資格は3級から特級までと技能レベルが分かれている。

## 試験について
試験は技能レベルに応じて3級、2級、1級、A級がある。各級とも試験は実技と学科がある（A級は実技試験のみ）。1級とA級の2つ合格した者は、特級として認定される。

## 受検資格
特に受験の制限は設けておらず、基本的には誰でも受験は可能である。但し、匠3級で国家技能検定1級程度の実力が求められる。実態として、既に国家技能検定1級または2級取得者が匠3級から講習会に参加し、実技試験に挑戦する場合が大半である。A級については、匠1級を合格した者としている。

## 事前講習
各級とも試験に向けた事前の講習会を実施する。例年５月頃から月1回～2回のペースで約半年間にわたり開催される。講師陣については、長野県時計宝飾眼鏡商業協同組合、セイコーエプソン、シチズン時計マニュファクチャリングより派遣される。「現代の名工」を筆頭に技能五輪、国家技能検定などの委員を務める国内でも屈指の指導陣が顔を揃え、個別指導に近い環境での講習となっている。なお、講習のみ受講も可能。

## 各級の実技試験概要
試験で用いる時計は、いずれの級もオリエントCAL.46943（３針自動巻）である。
以下は2018年度の実技試験の内容である。

### 3級
- ムーブメントの分解、組立、調整 ※分解時、テンプはヒゲ持ちからクサビを外して分解、組み立てすることが必須

<提出時計の要求精度>
日差: DU 0～+20秒以内
- ガラス交換（UV接着剤による）
- 外装研磨（ベルト・裏蓋）
- 工具整備（ドライバー先端修正、ピンセット先端修正）

### 2級
- ムーブメントの分解、組立、調整 ※分解時、テンプはヒゲ持ちからクサビを外して分解、組み立てすることが必須
- ムーブメントの不具合箇所の検出、修理（5～6箇所）

※不具合には変形したヒゲゼンマイの修正が必須となる  
<提出時計の要求精度>
日差: DU 0～+20秒以内、最大姿勢差: T0（全巻時）とT24(24時間経過後）の12時上を除く計10姿勢の最大姿勢差 20秒/日以内
- 工具作成（さぐり棒）
- 外装研磨（ケース・ベルト・裏蓋）
- ガラス交換（UV接着剤による）

制限時間 ６時間

### 1級
- テンプ組み立て ※天真、テンワ、ヒゲゼンマイ、振り座の個別パーツを組み立て、ヒゲの時間出し長さ調整、外端クセ付けを行う
- ムーブメントの分解、組立、調整 ※上記で組み立てたテンプを用いる
- ムーブメントの不具合箇所の検出、修理（5～6箇所）

<提出時の要求精度>
日差: DU +5～+15秒以内、
最大姿勢差: T0（全巻時）とT24(24時間経過後）の12時上を除く計10姿勢の最大姿勢差 15秒/日以内
- 工具作成（エグリ棒）
- 外装研磨（ケース・ベルト・裏蓋）
- ベルト故障修理
- ガラス交換（UV接着剤による）

制限時間 ７時間

### A級
- テンプ作成 ※天真、テンワ、ヒゲゼンマイ、振り座の個別パーツを組み立て、ヒゲの時間出し長さ調整、外端クセ付けを行う
- ムーブメントの分解、組立、調整 >※上記で組み立てたテンプを用いる
- 精密調整

※擬似内端カーブを要求仕様に沿って設定する、ヒゲゼンマイの形状を要求仕様どおり設定する
<提出時の要求精度>
- 日差: 12時上を除く５姿勢の日差を実測して、その平均が-4～+6秒以内
- 最大姿勢差: T0（全巻時）とT24(24時間経過後）の12時上を除く計10姿勢の最大姿勢差 10秒/日以内

制限時間  A級では極めて高い次元での精密調整が求められている。このため、通常の試験形式ではなく、一定期間内（１カ月程度）に課題を完成させて提出する方式を採っている。

## 学科試験内容
国家技能検定に準じた筆記問題（〇×式、および選択式）。級に応じて50問～100問程度。65点（100点満点）が合否ライン。

## その他
- 講習および試験の会場は、長野県茅野市の旧茅野高等職業訓練校跡地にて行われている。
- 当初、長野県内の時計店向けとしてスタートするが、徐々に全国的に広まり、現在も首都圏を中心に全国から技能向上を目指す時計士が目標として挑戦している。
- 匠１級のテンプ組み立ては、まさに真骨頂とも言うべき高難易度の課題であり、合格には相応の修練が必要となる。技能五輪同等レベルと言われる所以でもある。
- A級課題の擬似内端カーブは、かつてセイコーがスイス天文台コンクールで培ったヒゲの重心移動を回避するための超高度な調整技法である。現状、この技能を学べる国内唯一の場所となっている。
- 長野県時計宝飾眼鏡商業協同組合では、例年、匠の時計士が特別に精度調整した腕時計「タクミズム信州」を限定生産発売している。
- 講師（現代の名工などの超エキスパート）から、ほぼマンツーマンに近い形で指導が受けられることから、受講者からの評価も高い。
- 例年１２月に開催する認定式では、国内時計産業を支えてきた信州の錚々たる名工の顔ぶれが揃う。時計王国信州ならではの光景。
- 令和2年度（2020年度）から令和４年度（2022年度）までの間、新型コロナ感染症の影響を受け、講習・試験ともに中止となった。
- 3年間のブランクを経て、令和5年度（2023年度）には従前どおりの講習会および試験を実施した。新たに4名が難関の特級認定を受けた。

| 実施年度              | 特級 | 1級  | 2級  | 3級   |
| --------------------- | ---- | ---- | ---- | ----- |
| 平成16年（2004年）度  | －   | 1名  | 1名  | 9名   |
| 平成17年（2005年）度  | －   | 3名  | 7名  | 10名  |
| 平成18年（2006年）度  | －   | 2名  | 3名  | 3名   |
| 平成19年（2007年）度  | －   | 3名  | 4名  | 4名   |
| 平成20年（2008年）度  | －   | 3名  | 5名  | 13名  |
| 平成21年（2009年）度  | －   | 2名  | 5名  | 7名   |
| 平成22年（2010年）度  | －   | 2名  | 5名  | 15名  |
| 平成23年（2011年）度  | －   | 3名  | 9名  | 12名  |
| 平成24年（2012年）度  | 6名  | 4名  | 9名  | 8名   |
| 平成25年（2013年）度  | 0名  | 4名  | 8名  | 8名   |
| 平成26年（2014年）度  | 3名  | 3名  | 5名  | 2名   |
| 平成27年（2015年）度  | 1名  | 3名  | 4名  | 6名   |
| 平成28年（2016年）度  | 3名  | 1名  | 4名  | 6名   |
| 平成29年（2017年）度  | 3名  | 4名  | 0名  | 8名   |
| 平成30年（2018年）度  | 1名  | 0名  | 8名  | 10名  |
| 令和元年（ 2019年）度 | 2名  | 6名  | 2名  | 7名   |
| 令和5年（2023年）度   | 4名  | 4名  | 1名  | 4名   |
| 合 計                 | 23名 | 50名 | 79名 | 136名 |